# Кеш (окръг)
Вижте пояснителната страница за други значения на Кеш.
Окръг Кеш (на английски: Cache County) е окръг в щата Юта, Съединени американски щати. Площта му е 3038 km², а населението – 122 753 души (2016). Административен център е град Логан.

## Градове
- Мендън
- Нибли
- Ривър Хайтс
- Уелсвил
- Хайръм